# Doctrine
Doctrine è il sesto full-length della death metal band Pestilence.
Tony Choy viene sostituito da Jeroen Paul Thesseling, altro maestro del basso molto presente nella scena technical death metal degli anni novanta, mentre il batterista Peter Wildoer viene sostituito da Yuma Van Eekelen.
L'album segue la strada aperta da quello precedente, con sonorita violente e piuttosto grezze, batteria precisa e potente, numerosi blast-beat, e alcune soluzioni più ricercate (anche se già sperimentate), come l'uso di scale esatonali o l'assolo di basso in Deception. 
Patrick Mameli abbandona l'uso del growl per tornare allo scream "acerbo" di Spheres e Testimony of the Ancients.

## Tracce
1. The Predication (Intro) - 2:00
2. Amgod - 3:33
3. Doctrine - 3:07
4. Salvation - 3:40
5. Dissolve - 3:39
6. Absolution - 3:38
7. Sinister - 3:58
8. Divinity - 4:06
9. Deception - 3:57
10. Malignant - 3:49
11. Confusion - 3:55

## Formazione
- Patrick Mameli - voce e chitarra
- Jeroen Paul Thesseling - basso
- Yuma Van Eekelen - batteria
- Patrick Uterwijk - chitarra